# プリンセス・アリス・アンド・ザ・ブロークン・アロウ
『プリンセス・アリス・アンド・ザ・ブロークン・アロウ』(Princess Alice and the Broken Arrow)は、イングランドのハードロック・バンド、マグナムが2007年に発表した通算13作目、再結成後としては3作目のスタジオ・アルバム。

## 背景
新ドラマーのジミー・コープリーを迎えた編成でレコーディングされた。ただし、本作に伴うツアーではコープリーの病気のため前ドラマーのハリー・ジェイムズが代役を務め、翌2008年にはジェイムズが正式に復帰した。また、本作のレコーディング中、隣のスタジオでジム・リー（元スレイド）が作業をしていたことから、リーは「ユール・ネヴァー・スリープ」でヴァイオリンを弾く流れとなった。
アルバム・タイトルの「プリンセス・アリス」は架空のキャラクターで、かつてハーボーンにあった孤児院から名前が取られた。往年のマグナムのアルバムでジャケットの絵を描いていたロドニー・マシューズが、本作より再びアートワークを手掛けるようになった。
ボーカリストのボブ・カトレイは、本作について「紛れもなく、僕達が作ってきた中でも一番完成度が高くて洗練されたアルバムさ。個人的には『オン・ア・ストーリーテラーズ・ナイト』と同等だと思っているよ」とコメントしている。

## 反響
バンドの母国イギリスでは、2007年4月7日付の全英アルバムチャートで70位を記録し、再結成後としては初の全英チャート入りを果たした。一方、ドイツのアルバム・チャートでは前2作に引き続きトップ100入りを果たして、60位を記録。

## 収録曲
全曲ともトニー・クラーキン作。
1. ホェン・ウィー・ワー・ヤンガー - "When We Were Younger" – 7:00
2. アイズ・ワイド・オープン - "Eyes Wide Open" – 5:54
3. ライク・ブラザーズ・ウィー・スタンド - "Like Brothers We Stand" – 5:35
4. アウト・オブ・ザ・シャドウズ - "Out of the Shadows" – 6:58
5. ドラゴンズ・アー・リアル - "Dragons Are Real" – 5:21
6. インサイド・ユア・ヘッド - "Inside Your Head" – 6:01
7. ビー・ストロング - "Be Strong" – 5:40
8. サンキュー・フォー・ザ・デイ - "Thank You for the Day" – 5:10
9. ユア・ライズ - "Your Lies" – 4:34
10. デスパレート・タイムズ - "Desperate Times" – 5:22
11. ユール・ネヴァー・スリープ - "You'll Never Sleep" – 4:59

### 日本盤ボーナス・トラック
1. ライク・ブラザーズ・ウィー・スタンド（ラジオ・エディット） - "Like Brothers We Stand" (Radio Edit) – 3:33

## 参加ミュージシャン
- ボブ・カトレイ - ボーカル
- トニー・クラーキン - ギター
- マーク・スタンウェイ - キーボード
- アラン・バロウ - ベース
- ジミー・コープリー - ドラムス

アディショナル・ミュージシャン
- ジム・リー - ヴァイオリン (on #11)